# Stedsegrøn
Stedsegrøn kaldes en plante, når den har grønne blade hele året. Visse arter er det, man kalder vintergrønne, dvs. at de beholder bladene, indtil de nye blade foldes ud ved løvspring. I modsætning til disse to grupper har man de løvfældende planter, som taber bladene om vinteren, hvor der er koldt, eller i tørtiden, hvor vandtabet er for stort for planten.
De fleste stedsegrønne planter beholder bladene i halvandet år til fem år, men rekorden ligger på omkring 40 år (Pinus longaeva).
Herunder ses billeder af de fire danske, stedsegrønne træer: De tre nåletræer og det stedsegrønne løvtræ.
- Almindelig Taks
- Skovfyr
- Almindelig Ene
- Kristtorn

I koldt tempereret klima (og koldere) er de fleste stedsgrønne vedplanter nåletræer. F.eks. er der i Danmark kun 2 stedsgrønne vedplanter, nemlig ovennævnte Kristtorn som er en busk eller et lille træ, og vedbend som er en klatreplante. Der findes desuden enkelte stedsgrønne stauder.
I varmt tempereret klima er der også mange stedsegrønne nåletræer, men også en hel del stedsegrønne løvtræer som f.eks. Kork-Eg. I endnu varmere klimaer er næsten alle løvtræer stedsegrønne. At træer er stedsegrønne, betyder dog ikke at bladene ikke fældes. Et blad bliver sjældent ældre end 2-3 år, men i modsætning til de "løvfældende" træer, fælder de stedsegrønne bladene løbende over hele året.